# Grundrechte (Deutschland)

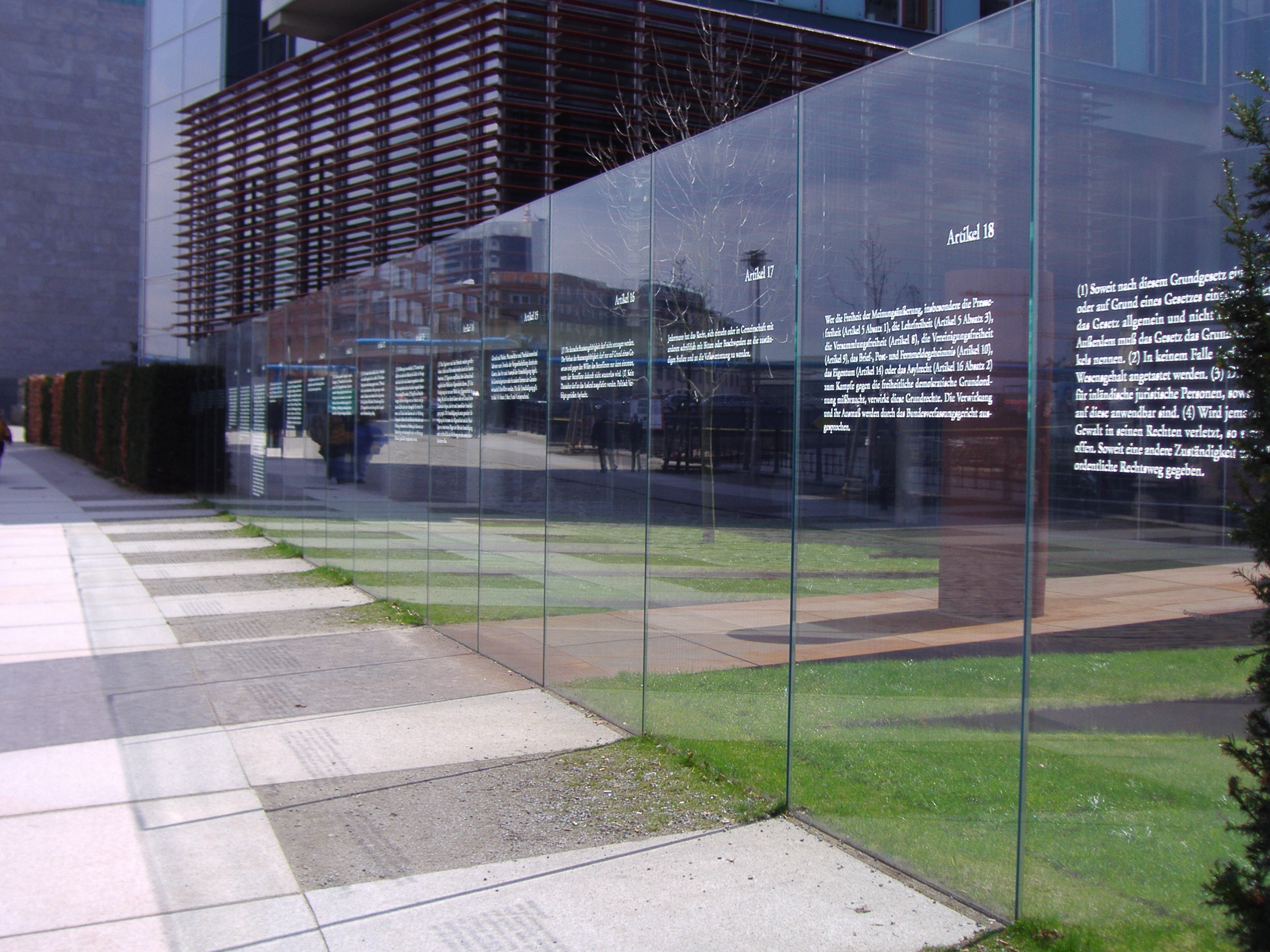
Die Grundrechte des Grundgesetzes (Ursprungsfassung) am Jakob-Kaiser-Haus in Berlin

In Deutschland sind Grundrechte grundlegende Freiheits- und Gleichheitsrechte, die Individuen gegenüber dem Staat haben und Verfassungsrang genießen. Sie verpflichten einzig den Staat und berechtigen einzig Private. Grundrechte sind unveräußerlich, dauerhaft und einklagbar. Mittels der Justizgrundrechte werden zudem die Rechtsweggarantie, der gesetzliche Richter, rechtliches Gehör und grundsätzliche Verbote, wie die der Rückwirkung und der Doppelbestrafung, gewährleistet. Grundrechte werden in der Bundesrepublik Deutschland in der Bundesverfassung und in einigen Landesverfassungen geregelt.
Im Grundgesetz sind die Grundrechte im gleichnamigen I. Abschnitt (Artikel 1 bis 19 GG) verbürgt. Sie sind einerseits subjektive Rechte, die in ihrer Funktion als Abwehr-, Leistungs- und staatsbürgerliche Rechte alle Staatsgewalt binden. Sie sind andererseits objektive Rechte, die dem Schutz von Einrichtungsgarantien und der objektiven Wertordnung dienen. In dieser Hinsicht geben die Grundrechte Vorgaben für die Wirksamkeit, die Auslegung und die Anwendung jeden einfachen Rechts. Zum Schutz der objektiven Wertordnung begründen Grundrechte die Pflicht zu Unterlassungen des Staates und die Pflicht zur vorbeugenden Verhinderung von Grundrechtsverletzungen durch den Staat oder Dritte. Über die Einrichtungsgarantien werden institutionelle Garantien, etwa die kommunale Selbstverwaltung oder das Berufsbeamtentum, aber auch Institutsgarantien wie Ehe und Familie oder das Erbrecht geschützt.
Für den Fall, dass die Grundrechte verletzt werden und auch der Rechtsschutz vor den übrigen Gerichten versagt, stellt das Grundgesetz mit der Verfassungsbeschwerde zum Bundesverfassungsgericht einen außerordentlichen Rechtsbehelf bereit (Art. 94 Abs. 1 Nr. 4a GG).
Ausweislich dieser Regelung kann das Bundesverfassungsgericht nicht nur gegen die Verletzung von Grundrechten angerufen werden, sondern auch bei Verletzung der in Artikel 20 Abs. 4, Artikeln 33, 38, 101, 103 und 104 enthaltenen Rechte. Diese Rechte werden daher als grundrechtsgleiche Rechte bezeichnet.

## Abgrenzung

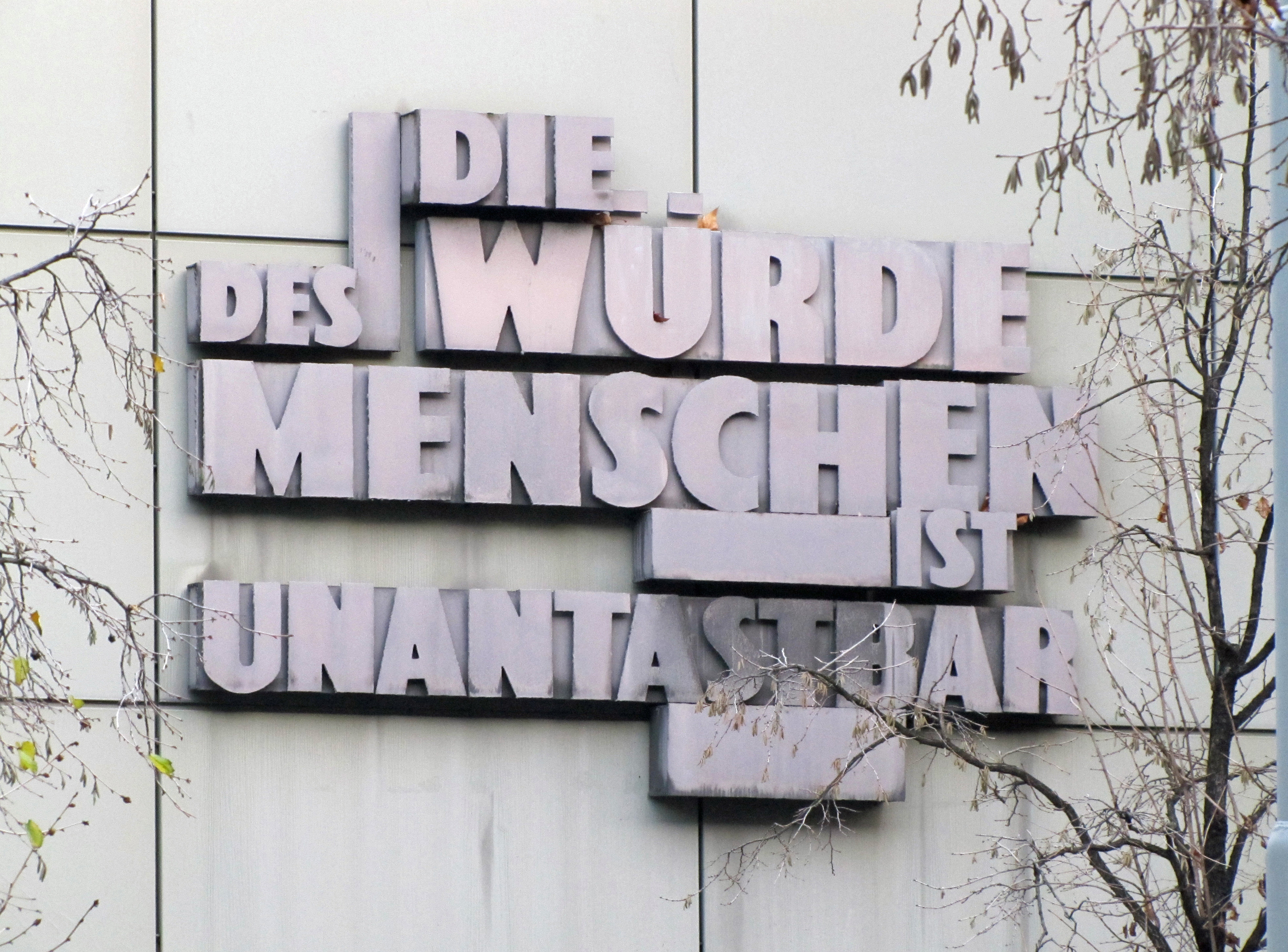
Abs. 1 Satz 1 Grundgesetz am Landgericht in Frankfurt am Main

Neben den Grundrechten gewährt das Grundgesetz noch weitere subjektive öffentliche Rechte, etwa die kommunale Selbstverwaltungsgarantie (Art. 28 Abs. 2 Satz 1 GG) und das kirchliche Selbstbestimmungsrecht (Art. 137 Abs. 3 Weimarer Reichsverfassung in Verbindung mit Art. 140 GG). Dabei handelt es sich aber weder um Grundrechte (mangels Stellung im Grundrechtekatalog) noch um grundrechtsgleiche Rechte (mangels Erwähnung in Art. 94 Abs. 1 Nr. 4a GG).
Keine Grundrechte oder grundrechtsgleiche Rechte, ja überhaupt keine subjektiven Rechte, sind die Staatszielbestimmungen. Sie sind objektive Wertentscheidungen der Verfassung und bilden die Richtschnur zur Auslegung der Gesetze, geben jedoch dem Bürger kein eigenes subjektives Recht. Beispiele sind die in Art. 20a GG aufgenommenen Schutzmaßnahmen des Umwelt- und des Tierschutzes. Auf daneben noch denkbare weitere Staatszielbestimmungen wurde bei Abfassung des Grundgesetzes bewusst verzichtet, um es nicht „zu verwässern“. Solche Rechte finden sich in jüngeren Landesverfassungen wie denjenigen Berlins oder Brandenburgs, zum Beispiel in den kodifizierten Rechten auf Arbeit, Wohnraum oder Sport. Solche „Grundrechte“ haben ihren „politischen Wert“ darin, dass sie, als in den Verfassungsrang gehoben, von jeder Regierung beachtet werden sollen (unabhängig von Parteiprogrammen oder Koalitionsvereinbarungen).
Auch in den meisten Landesverfassungen gibt es Grundrechtskataloge, die sich jeweils etwas voneinander unterscheiden, aber niemals ein durch das Grundgesetz garantiertes Grundrecht außer Kraft setzen können („Bundesrecht bricht Landesrecht“, Art. 31 GG). Solche durch Landesverfassung garantierten Grundrechte bleiben ungeachtet des Vorrangs von Bundesrecht gemäß Art. 142 GG in Kraft, soweit sie in Übereinstimmung mit den Art. 1 bis Art. 18 GG stehen.

## Adressat und Träger
Aufgrund der objektiven Wertentscheidung für eine Grundrechtsbindung bedarf es der Bestimmung des Grundrechtsadressaten, der aus dem Grundrecht verpflichtet werden kann. Gemeinsam ist den Grundrechten, dass sie primär den Staat verpflichten, und zwar unabhängig davon, ob es sich um Exekutive, Legislative oder Judikative, Bund, Land oder Kommune handelt. Verpflichtet bedeutet, dass die Grundrechte beachtet werden müssen. Ebenfalls wird nicht unterschieden, ob der Staat im Wege der unmittelbaren oder mittelbaren Staatsverwaltung (etwa durch Selbstverwaltungskörperschaften) agiert oder ob er privatrechtlich oder öffentlich-rechtlich oder mittels juristischer Personen des Privatrechts tätig wird: stets ist die öffentliche Gewalt grundrechtsverpflichtet (Art. 1 Abs. 3 GG). Soweit die drei Staatsgewalten unstreitig bei der Wahrnehmung öffentlicher Aufgaben in der Form des öffentlichen Rechts stets gebunden sind, stellt sich gelegentlich die Frage der Fiskalgeltung der Grundrechte, d. h. bei der Wahrnehmung öffentlicher Aufgaben in den Formen des Privatrechts und privatrechtlichen Hilfsgeschäften der Verwaltung oder deren erwerbswirtschaftlicher Betätigung, was von der herrschenden Meinung grundsätzlich bejaht wird. Die Frage der mittelbaren Grundrechtsgeltung kann auch zwischen Privatpersonen aufgeworfen werden, so im Verhältnis zu den unbestimmten Rechtsbegriffen der Sittenwidrigkeit des § 138 BGB oder des Grundsatzes von Treu und Glauben im Rahmen des § 242 BGB.
Die Grundrechtsberechtigung ist ein Merkmal für die Grundrechtsträgereigenschaft (persönlicher Schutzbereich). Vergleichbar mit der zivilrechtlichen „Rechtsfähigkeit“, muss der Grundrechtsträger das Grundrecht innehaben können, er muss es darüber hinaus aber auch durchsetzen können. Neben der Grundrechtsfähigkeit, bedarf er damit einer Grundrechtsmündigkeit, mit der in etwa die zivilrechtliche „Geschäftsfähigkeit“ korreliert. Die beiden Rechtseigenschaften koinzidieren, wo auf die Einsichts- und Entscheidungsfreiheit des Einzelnen nicht abgestellt werden muss, etwa bei Grundrechten, die an der bloßen menschlichen Existenz gemäß der Art. 1 Abs. 1 und 2 Abs. 2 GG haften. Eine Rolle spielt sie, wo einfachgesetzliche Regelungen Altersbestimmungen vorsehen, die eine geistige Auseinandersetzung mit der Regelungsmaterie erforderlich machen, etwa beim Eherecht (Art. 6 GG) oder der religiösen Selbstbestimmung (Art. 4 GG).
In diesem Zusammenhang werden die Jedermann-Grundrechte, deren Träger jeder Mensch ist (auch als Menschenrechte bezeichnet, beziehungsweise ohne personale Begrenzung zugestanden, so bei der Kunst- oder Eigentumsfreiheit), und die Deutschengrundrechte oder Bürgerrechte (auch: Staatsbürgerrechte, Deutschenrechte), die nur Deutschen zustehen, unterschieden. Grund für die Beschränkung ist zumeist ein besonderer Bezug zur demokratischen Willensbildung und damit zum Staatsvolk, der Volkssouveränität. Unter die Deutschengrundrechte fallen etwa die Versammlungsfreiheit (Art. 8 GG), die Vereinigungsfreiheit (Art. 9 GG), die Freizügigkeit (Art. 11 GG), die Berufsfreiheit (Art. 12 GG), der Schutz vor Ausbürgerung und Auslieferung (Art. 16 GG) sowie im weiteren Sinne das Wahlrecht und der Zugang zu öffentlichen Ämtern. Zu beachten ist allerdings, dass „Deutscher“ hier nicht alleine auf die deutsche Staatsangehörigkeit abstellt, sondern Artikel 116 GG auch die Statusdeutschen erfasst. Soweit ein Grundrecht nur für Deutsche gilt, wird jedoch auch Ausländern ein Grundrechtsschutz über die allgemeine Handlungsfreiheit (Art. 2 Abs. 1 GG) gewährt, wobei dieser durch die größeren Einschränkungsmöglichkeiten eine geringere Schutzintensität zukommt.
Die Grundrechtsfähigkeit ist auf juristische Personen erweitert, sofern Grundrechte „nach ihrem Wesen auf sie anwendbar“ sind, das heißt ein eigener, nicht von ihren Mitgliedern abgeleiteter oder treuhänderisch übertragener Rechtsstatus vorliegt. Da auf die körperschaftliche Struktur abgestellt wird, sind neben den echten privatrechtlich organisierten juristischen Personen (Kapitalgesellschaften) auch Personengesellschaften grundsätzlich grundrechtsfähig, wenn im Einzelfall die Ausübung des Grundrechts kollektiv möglich ist (allgemeines Persönlichkeitsrecht, Rundfunk- und Pressefreiheit). Juristischen Personen des öffentlichen Rechts kann dieser Schutz nur zugestanden sein, wenn sie „unmittelbar dem durch das Grundrecht geschützten Lebensbereich zuzuordnen ist“, was im Rahmen von Art. 4 GG den Kirchen und im Rahmen von Art. 5 GG dem Rundfunk (Abs. 1) und den Universitäten (Abs. 3) zugestanden ist. Keine Anwendung findet die Grundrechtsfähigkeit andererseits auf juristische Personen, soweit sie lediglich ihren öffentlichen Aufgaben, sei es auch in Form des Privatrechts, nachgehen. Ausländische juristische Personen sind unter Umständen ebenso zu behandeln wie inländische Grundrechtsträger (siehe Grundrechtsschutz ausländischer juristischer Personen). Schließlich kennt das Grundgesetz mit dem Asylrecht auch ein Grundrecht, dessen Träger nur Ausländer sein können.
Strittig ist, ob sich EU-Bürger auf die Deutschengrundrechte berufen können. Dafür spricht Art. 18 Abs. 1 AEUV („Unbeschadet besonderer Bestimmungen der Verträge ist in ihrem Anwendungsbereich jede Diskriminierung aus Gründen der Staatsangehörigkeit verboten.“) Gegen eine Anwendung spricht der Wortlaut des Grundgesetzes. Hinsichtlich juristischer Personen mit Sitz in einem EU-Mitgliedsstaat bejaht das Bundesverfassungsgericht eine Grundrechtsträgerschaft. Dies stelle eine „aufgrund des Anwendungsvorrangs der Grundfreiheiten im Binnenmarkt (Art. 26 Abs. 2 AEUV) und des allgemeinen Diskriminierungsverbots wegen der Staatsangehörigkeit (Art. 18 AEUV) vertraglich veranlasste Anwendungserweiterung des deutschen Grundrechtsschutzes dar“. Es gibt auch Forderungen danach, das Grundgesetz dahingehend zu ändern, dass die Deutschengrundrechte in Jedermann-Grundrechte umgewandelt werden.
Nach ihrem Inhalt kann man die Grundrechte in Freiheitsrechte, Gleichheitsrechte und Justizgrundrecht einteilen.
Mit dem Urteil des Bundesverfassungsgerichts zur Ausland-Ausland-Fernmeldeaufklärung des Bundesnachrichtendienstes bestätigte das Gericht die auch bis dahin herrschende Auffassung, dass deutsche Behörden auch im Ausland Grundrechte beachten müssen.

## Systematik und Statuslehre
Die Grundrechte übernehmen multiple Funktionen im Verfassungssystem. So lassen sich aus ihnen verschiedene subjektive Rechtspositionen ableiten, gleichzeitig verdeutlichen sie objektive Wertentscheidungen der Verfassung. Als solche beeinflussen sie den Staat auf allen Ebenen seines Handelns und können unmittelbar und jederzeit vom Bürger geltend gemacht werden (Art. 1 Abs. 3 GG). Bisweilen wird hierbei eine Rangordnung im System der Verfassungsgüter gesehen. Die verschiedenen Funktionen der Grundrechte beschreibt die Grundrechtstheorie.
Als Beispiel dafür lässt sich die Menschenwürde mit ihrem Dualcharakter anführen: Die Menschenwürde ist einerseits der zentrale und höchstrangige Wert des Grundgesetzes und geht allen anderen vor und ist mit keinem anderen Verfassungsgut abwägbar. Auch dem Recht auf Leben oder dem Schutz des Staates geht sie vor. Selbst wenn sie andererseits kein Grundrecht im engeren Sinne ist, lässt sich ohne Weiteres ein starker und in jeder Situation wirksamer Achtungs- und Schutzanspruch gegenüber dem Staat ableiten.
Die Grundrechte sind bewusst schlagwortartig und abstrakt gehalten. Bei Freiheitsgrundrechten wie zum Beispiel der Meinungs-, Versammlungs- oder Berufsfreiheit ist zu unterscheiden zwischen dem Schutzbereich des jeweiligen Grundrechts und dem verfassungsrechtlich definitiv gewährleisteten Freiheitsspielraum. Beides ist nicht identisch, weil grundrechtliche Freiheiten durch gesetzliche Regelungen oder aufgrund gesetzlicher Regelungen beschränkt werden können; allerdings nur, soweit die sogenannte Schrankenregelung des jeweiligen Grundrechts es zulässt, und nur nach Maßgabe des Grundsatzes der Verhältnismäßigkeit. So wird beispielsweise die Meinungsfreiheit (Art. 5 Abs. 1 GG) u. a. eingeschränkt durch die gesetzliche Strafbarkeit von Beleidigungen (§ 185 StGB). Einzelne Grundrechte, für die der jeweilige Grundrechtsartikel keine ausdrückliche Schrankenregelung enthält, wie zum Beispiel die Glaubensfreiheit (Art. 4 Abs. 1 GG) oder die Kunst- und Wissenschaftsfreiheit (Art. 5 Abs. 3 GG), können nach der Rechtsprechung des Bundesverfassungsgerichts (BVerfGE 122, 89 (107), mit Hinweisen auf weitere Entscheidungen) zwar dennoch eingeschränkt werden, allerdings nur zum Schutz anderer verfassungsrechtlich geschützter Belange wie z. B. kollidierender Grundrechte.
Ausgehend von der staatsrechtlichen Statuslehre lassen sich folgende Funktionen unterscheiden:
- Status negativus: Grundrechte sind in ihrer historischen Entstehung nach dem liberalen Grundrechtsverständnis folgend Abwehrrechte des Einzelnen gegen staatliche Eingriffe oder Diskriminierungen (negatorische, defensive Zielrichtung), vor allem in Freiheit und Eigentum des Bürgers. In dieser Funktion setzen die Grundrechte dem staatlichen Handeln Grenzen. Die Auslegung der einzelnen Freiheitsrechte muss den Einzelnen Raum zu einem freiheitlichen Selbstentwurf geben und selbst zu entscheiden, wie sie Freiheit nutzen und mit Sinn ausfüllen wollen.[11]
- Status positivus: Im sozialen Rechtsstaat der Gegenwart ist allgemein anerkannt, dass der Einzelne auf staatliche Vorkehrungen, Einrichtungen, Zuteilung und Umverteilung fundamental angewiesen ist, dass seine Freiheit gesellschaftliche und staatliche Bedingungen hat, die er selbst nicht gewährleisten kann.[11] Grundrechte gewährleisten deshalb ein Leistungs-, Teilhabe- und Schutzrecht, das den Staat zu einem bestimmten Handeln verpflichten kann, beispielsweise die Sicherung des Existenzminimums.[12]
- Status activus:  Das Bundesverfassungsgericht (BVerfG) hat die Teilhabe an der demokratischen Selbstregierung des Volkes über Art. 38 Abs. 1 Satz 1 GG letztlich zu einem Grundrecht auf Demokratie ausgebaut,[11] was sich vor allem damit begründen lässt, dass auch die Demokratie – wie die Menschenwürde – letztlich in der individuellen Selbstbestimmung wurzelt. Damit wird ein hinreichendes demokratisches Legitimationsniveau von Gesetzgebungsakten nach Art. 94 Abs. 1 Nr. 4a GG verfassungsbeschwerdefähig.[13]
- Status activus processualis: Genehmigungsverfahren, beispielsweise nach dem Bundes-Immissionsschutzgesetz, müssen formale Sicherungsmechanismen für den Grundrechtsschutz enthalten. So sieht etwa § 10 BImschG in Verbindung mit der Verordnung über genehmigungsbedürftige Anlagen in bestimmten Fällen eine Beteiligung der Öffentlichkeit vor.[11]

Dieses System wird nach modernem Verfassungsverständnis zwar nicht abschließend verwendet, es gilt in seinen Grundzügen aber ungebrochen.

## Systematische Untergliederung der Grundrechte
Die Systematik der Grundrechte lässt sich untergliedern in
- Grundrechtsarten,
- Grundrechtsträger,
- Anwendungsbereich der Grundrechte,
- Funktionen der Grundrechte,
- Rechtsschutz bei Grundrechtsverletzungen,
- Einschränkung von Grundrechten.[15]

## Katalog der Grundrechte und grundrechtsgleichen Rechte im Grundgesetz
Die Grundrechte und grundrechtsgleichen Rechte bilden eine abschließende, nicht erweiterbare Aufzählung (→ Enumerationsprinzip).
| Artikel                                                    | Inhalt | Volltext |
| ---------------------------------------------------------- | --- | -------- |
| Artikel 1                                                  | Schutz der Menschenwürde | 1        |
| Artikel 1 I i. V. m. Artikel 20 I                          | Grundrecht auf Gewährleistung eines menschenwürdigen Existenzminimums; alternativ: Grundrecht auf Sicherung eines Existenzminimums, Grundrecht auf Existenzsicherung, soziales Grundrecht auf ein menschenwürdiges Existenz- und Teilhabeminimum oder Grundrecht auf Zusicherung eines menschenwürdigen Existenzminimums | 1, 20    |
| Artikel 2                                                  | Freie Entfaltung der Persönlichkeit, Allgemeine Handlungsfreiheit, Freiheit der Person, Recht auf Leben, Recht auf körperliche Unversehrtheit | 2        |
| Artikel 2 I i. V. m. Artikel 1 I                           | Allgemeines Persönlichkeitsrecht, Recht auf Privatsphäre, Recht auf informationelle Selbstbestimmung (Datenschutz), Anspruch auf Strafverfolgung Dritter, Gewährleistung der Vertraulichkeit und Integrität informationstechnischer Systeme, Recht auf sexuelle Selbstbestimmung, Selbstbelastungsverbot (Niemand darf gezwungen werden, sich selbst anzuklagen, sich selbst aktiv zu belasten), Recht auf selbstbestimmtes Sterben                                          | 1, 2     |
| Artikel 2 I i. V. m. Artikel 7                             | Grundrecht auf schulische Bildung | 2, 7     |
| Artikel 2 I i. V. m. Artikel 20 III                        | Recht auf ein faires Verfahren | 2, 20    |
| Artikel 2 I i. V. m. Artikel 20 III                        | Grundrecht auf wirkungsvollen Rechtsschutz bzw. Verfahrensgrundrecht auf Gewährung wirkungsvollen Rechtsschutzes; Grundrecht auf Selbstbelastungsfreiheit | 2, 20    |
| Artikel 3                                                  | Gleichheitssatz, Gleichberechtigung | 3        |
| Artikel 3 i. V. m. Artikel 20 Abs. 1 und Artikel 20 Abs. 3 | Grundrecht auf Rechtsschutzgleichheit bzw. auf Rechtswahrnehmungsgleichheit | 3, 20    |
| Artikel 3 Abs. 1 GG i. V. m. Artikel 20 Abs. 1 GG          | Grundrecht auf soziale Teilhabe bzw. auf Grundrecht auf gleiche Teilhabe | 3, 20    |
| Artikel 4                                                  | Glaubens- und Gewissensfreiheit, Freiheit des religiösen und weltanschaulichen Bekenntnisses, Recht auf Kriegsdienstverweigerung | 4        |
| Artikel 5                                                  | Meinungsfreiheit, Informationsfreiheit, Pressefreiheit sowie die Freiheit der Kunst und der Wissenschaft | 5        |
| Artikel 6                                                  | Schutz von Ehe und Familie | 6        |
| Artikel 7                                                  | Staatliche Aufsicht über das Schulwesen; Recht auf Erteilung und Teilnahme am Religionsunterricht, zur Errichtung von Privatschulen | 7        |
| Artikel 8                                                  | Versammlungsfreiheit | 8        |
| Artikel 9                                                  | Vereinigungsfreiheit, Koalitionsfreiheit | 9        |
| Artikel 10                                                 | Brief-, Post- und Fernmeldegeheimnis | 10       |
| Artikel 11                                                 | Freizügigkeit im Bundesgebiet | 11       |
| Artikel 12                                                 | Freiheit der Berufswahl, Verbot der Zwangsarbeit | 12       |
| Artikel 13                                                 | Unverletzlichkeit der Wohnung | 13       |
| Artikel 14                                                 | Eigentumsrechte, Erbrecht | 14       |
| Artikel 15                                                 | Vergesellschaftung, Gemeineigentum | 15       |
| Artikel 16                                                 | Verbot von Ausbürgerung und Auslieferung | 16       |
| Artikel 16a                                                | Asylrecht | 16a      |
| Artikel 17                                                 | Petitionsrecht | 17       |
| Artikel 19                                                 | Abs. 4: Justizgewährleistung, Effektiver Rechtsschutz | 19       |
| Artikel 20                                                 | Abs. 4: Widerstandsrecht | 20       |
| Artikel 33                                                 | Staatsbürgerliche Rechte und Pflichten, gleicher Zugang zu öffentlichen Ämtern | 33       |
| Artikel 38                                                 | Wahlrecht | 38       |
| Artikel 101                                                | → siehe auch Justizgrundrecht Abs. 1 Satz 1: Verbot von Ausnahmegerichten Abs. 1 Satz 2: Recht auf einen gesetzlichen Richter | 101      |
| Artikel 103                                                | → siehe auch Justizgrundrecht Abs. 1: Anspruch auf rechtliches Gehör (sog. Justizgrundrecht) Abs. 2 (lat. nulla poena sine lege): Gesetzlichkeitsprinzip, Bestimmtheitsgrundsatz, Rückwirkungsverbot Abs. 3: Verbot der Doppelbestrafung (lat. ne bis in idem) NN: Selbstbelastungsverbot (lat. nemo tenetur se ipsum accusare) – Niemand darf gezwungen werden, sich selbst anzuklagen bzw. sich selbst aktiv zu belasten (Derivat aus dem Achtungsgebot der Menschenwürde) | 103      |
| Artikel 104                                                | → siehe auch Justizgrundrecht und Habeas-Corpus-Akte Rechtsgarantien bei Freiheitsentzug | 104      |

Die Rechtsnatur des Artikel 21 GG ist umstritten. Während eine Ansicht von einer bloßen Einrichtungsgarantie ausgeht, wird Artikel 21 Abs. 1 GG zum Teil selbst als Grundrecht interpretiert. Das Bundesverfassungsgericht hat hierzu bislang keine Stellung bezogen; stellt in seinen Urteilen aber meist neben der Parteienfreiheit noch auf ein (anderes) Grundrecht ab.

## Einschränkbarkeit
Grundrechte können eingeschränkt werden. So wird etwa die Freiheit einer Person eingeschränkt, die zu einer Freiheitsstrafe verurteilt und inhaftiert worden ist; die Strafbarkeit der Beleidigung schränkt die Meinungsfreiheit eines Kundtuenden ein. Grundrechte dürfen jedoch gemäß Art. 19 Abs. 1 Satz 1 GG nur durch ein Gesetz oder auf Grund eines Gesetzes eingeschränkt werden (so genannter Gesetzesvorbehalt). Erfolgt eine solche Einschränkung, muss das Grundrechte einschränkende Gesetz gemäß Art. 19 Abs. 1 Satz 2 GG das oder die Grundrecht(e) unter Angabe des Artikels nennen (Zitiergebot). Manche Grundrechte, wie die Gewissens- und die Kunstfreiheit oder das Versammlungsrecht in geschlossenen Räumen, sehen keinen solchen Gesetzesvorbehalt vor. Das zuletzt genannte Versammlungsrecht unterliegt einer grundrechtsimmanenten Schranke. Dies bedeutet, dass die Voraussetzung seiner Gewährung direkt im Grundrecht bezeichnet ist (Art. 8 Abs. 1 GG, friedlich und ohne Waffen). Des Weiteren unterliegen Grundrechte verfassungsimmanenten Schranken, können also im Falle kollidierenden Verfassungsrechts gegenseitig insoweit eingeschränkt werden, als alle miteinander kollidierenden Grundrechte grundsätzlich trotz Kollision ausgeübt werden können (praktische Konkordanz). Auch insoweit bedarf es aber eines Gesetzes, um die kollidierenden Rechtsgüter optimal abzugleichen (Vorbehalt des Gesetzes).
Nur die Menschenwürde ist nach herrschender Ansicht als Höchstwert der Verfassung gänzlich „unantastbar“ und damit das einzige schrankenlose Grundrecht des Grundgesetzes.

### Formelle Voraussetzungen
Die Einschränkung von Grundrechten ist exklusives Parlamentsrecht. Durch den sogenannten Parlamentsvorbehalt wird diese Rechtsetzungsmacht auf den Deutschen Bundestag und die Länderparlamente konzentriert und kann nicht auf andere Organe wie Regierung, Behörden oder Justiz delegiert werden: Sie brauchen eine gesetzliche Eingriffsermächtigung. Gleichzeitig wird durch den Vorbehalt des Gesetzes gesichert, dass Grundrechtseinschränkungen nur auf der Ebene von Parlamentsgesetzen (des Bundes wie der Länder) kodifiziert werden und sich nicht in Regelungswerke wie Verordnungen oder Satzungen einschleichen.

### Materielle Voraussetzungen
Materiell dürfen Grundrechtseinschränkungen gemäß Art. 19 Abs. 2 GG nicht den Wesensgehalt eines Grundrechts antasten. Diese Maxime gilt unabhängig von der juristischen Technik oder vom Standort der Einschränkungsnorm (durch Gesetz, aufgrund eines Gesetzes, Erweiterung von Schranken u. ä.). Selbst Verfassungsnormen dürfen in ihrer grundrechtseinschränkenden Wirkung nicht zu weit gehen oder zu weit interpretiert werden, es handelte sich dann gegebenenfalls um verfassungswidriges Verfassungsrecht.

### Schranken (Rechtstechnik)
Wirksam eingeschränkt werden können Grundrechte durch:
- einfachen Gesetzesvorbehalt in der Verfassung – wenn ein Artikel des Grundgesetzes die Klausel enthält „Dieses Grundrecht kann (nur) durch Gesetz (oder aufgrund eines Gesetzes) eingeschränkt werden“
- qualifizierten Gesetzesvorbehalt in der Verfassung – wenn ein Artikel des Grundgesetzes die Klausel enthält „Dieses Grundrecht kann (nur) durch Gesetz (oder aufgrund eines Gesetzes) zum Zwecke … eingeschränkt werden“

Die Aufsplittung von qualifizierten und einfachen Gesetzesvorbehalt findet sich in mancher Literatur auch zusammengefasst als Vorbehaltsschranke.
- verfassungsimmanente Schranken – Grundrechte Dritter und andere mit Verfassungsrang ausgestattete Rechtsgüter, die nicht als Einschränkungsmechanismen explizit vorgesehen sind, aber einen Eingriff in Grundrechte ermöglichen (Bsp.: Staatsziel Umweltschutz vs. Religionsfreiheit). Der Konflikt dieser widerstreitenden Prinzipien wird durch die Herstellung einer praktischen Konkordanz aufgelöst.

Insbesondere bei staatlichen Eingriffen in die Kommunikationsgrundrechte (z. B. das Recht auf freie Meinungsäußerung nach Art. 5 Abs. 1 Satz 1, 1. Var. GG) hat die Interpretation dieser Einschränkungsmechanismen jedoch im Lichte des Grundrechts selbst zu erfolgen, so dass sich der zulässige Eingriffsbereich und das Grundrecht sich gegenseitig bedingen und quantitativ definieren (sog. Wechselwirkungslehre).
- grundrechtsimmanente (-unmittelbare) Schranken – Einzelne Grundrechte werden schon in der Verfassung selbst eingeschränkt bzw. unterliegt ihre Gewährung der Erfüllung bestimmter Bedingungen. Zum Beispiel haben alle Deutschen das Recht, sich ohne Anmeldung oder Erlaubnis „friedlich und ohne Waffen“ zu versammeln. Von der Verfassung wird der Normbereich des Grundrechtes also unmittelbar eingeschränkt. Ein Teil der Literatur nimmt hingegen an, dass hier lediglich die sachliche Reichweite der Grundrechtsnorm beschrieben wird; ordnet ihn also unmittelbar dem Normbereich zu, als Beschreibung der sachlichen Gewährleistungsreichweite.

Gegen die Verletzung eines Grundrechts durch die öffentliche Gewalt kann jedermann nach Erschöpfung des Rechtswegs Verfassungsbeschwerde erheben.

### Grenzen für die Einschränkung von Grundrechten
In Art. 19 Abs. 1 u. 2 GG werden Grenzen gesetzt, welche den Gesetzgeber bzw. die Exekutive einschränken, wenn diese die Grundrechtsausübung beschränken bzw. in geschützte Grundrechtspositionen eingreifen wollen.
Zu diesen sogenannten Schranken-Schranken gehören stets:
- der Bestimmtheitsgrundsatz,
- das Verbot einschränkender Einzelfallgesetze,
- das Zitiergebot,
- das Verhältnismäßigkeitsprinzip und
- die Wesensgehaltsgarantie.

Bei Beschränkung aufgrund eines qualifizierten Gesetzesvorbehalts sind als spezielle Schranken-Schranke außerdem dessen Anforderungen zu erfüllen.
Grundrechtsbeschränkende Gesetze sind nach der Wechselwirkungslehre verfassungskonform restriktiv auszulegen.
Die Bezeichnung ‚Schranken-Schranken‘ für die Grenzen für die Einschränkung von Grundrechten wurde von Karl August Bettermann erstmals gebraucht. Ferner finden sich auch in anderen europäischen Rechtsordnungen analoge Konzepte, etwa in Italien, wo die sogenannten „Controlimiti“ auf eine lange Tradition in der Verfassungsrechtsprechung und Rechtswissenschaft zurückblicken.

## Verletzung von Freiheitsgrundrechten
Ein Freiheitsgrundrecht ist verletzt, wenn ein staatlicher Eingriff in seinen Schutzbereich nicht gerechtfertigt ist. Ob ein Akt der Staatsgewalt in diesem Sinne grundrechtsverletzend ist, wird dreistufig geprüft:
- Definition des grundrechtlichen Schutzbereichs
- Eingriff: Tangiert dieser Akt der Staatsgewalt den Schutzbereich direkt oder indirekt (→ Edukationseffekt)
- Rechtfertigung durch Normen auf Verfassungsebene.

Gerechtfertigt ist ein Eingriff, wenn er durch formelles (Parlaments-)Gesetz des Bundes (Vorbehalt des Gesetzes) oder eines Landes oder auf gesetzlicher Grundlage geschieht (Gesetzesvorbehalt), das Grundrecht also verfassungsrechtlich wirksam eingeschränkt ist. Dieses einschränkende Gesetz muss aber selbst verfassungskonform sein:
- In formeller Hinsicht bedeutet das, dass der Gesetzgeber die erforderliche Gesetzgebungskompetenz besaß (Verbandskompetenz des Bundes oder der Länder) und das vorgeschriebene Gesetzgebungsverfahren eingehalten wurde.
- In materieller Hinsicht muss das einschränkende Gesetz die Schranken-Schranken (grundsätzliches Zitiergebot, Wesensgehaltsgarantie, Übermaßverbot) und die sonstigen Staatszielbestimmungen oder Verfassungsprinzipien (Demokratieprinzip, Gewaltenteilung etc.) beachten und darf nicht gegen höherrangiges Recht verstoßen.
- Selbst wenn eine verfassungsgemäße gesetzliche Grundlage vorhanden ist, ist der Eingriff nicht gerechtfertigt, sofern er innerhalb dieses Rahmens unverhältnismäßig ist. Andererseits gilt aber auch, dass nicht jedes Gesetz nichtig ist, wenn eine verfassungskonforme Auslegung möglich ist.

Verletzungen von Grundrechten können nicht nur durch typische Handlungsformen der Staatsgewalt wie Gesetzgebung, Verwaltung und Rechtsprechung geschehen, sondern durch schlicht jedes andere Handeln oder Unterlassen, direkt oder mittelbar. Für diese Fälle ist gemäß Art. 94 Abs. 1 Nr. 4a GG, § 13 Nr. 8a, § 90, §§ 92 ff. BVerfGG der besondere Rechtsbehelf der Verfassungsbeschwerde vorgesehen, mit dem sich der Grundrechtsträger an das Bundesverfassungsgericht wenden kann.

## Aufhebung von Grundrechten durch Verfassungsänderung
Von der Einschränkung eines Grundrechtes durch Gesetz ist die Frage zu unterscheiden, ob Grundrechte im Wege der Verfassungsänderung beseitigt werden können.
Da eine Verfassungsänderung grundsätzlich zulässig ist, kann ein solches Vorhaben nur an der Ewigkeitsklausel des Art. 79 Abs. 3 GG scheitern. Diese schützt aber unmittelbar nur die Artikel 1 und (nicht: bis) 20 GG vor Änderungen. Allerdings werden Grundrechte auch als Derivat der Menschenwürde (Art. 1 GG) definiert, weshalb sie einen gewissen Ewigkeitsschutz genießen, soweit ihr „Menschenwürdekern“ betroffen ist. Andere Grundrechte sind für eine demokratische Regierungsform unerlässlich und damit über das Demokratieprinzip geschützt, jedoch in ihrer Ausgestaltung abänderbar. Schließlich bekennt sich Art. 1 Abs. 3 GG, der von der Ewigkeitsgarantie erfasst wird, zu den Grundrechten „als unmittelbar geltendes Recht“, sodass es zumindest überhaupt Grundrechte geben muss. In einem Urteil des Bundesverfassungsgerichts von 1970 zur Vereinbarkeit des Grundrechts des Brief-, Post- und Fernmeldegeheimnisses mit der Ewigkeitsgarantie des Artikel 79 Absatz 3 des Grundgesetzes wurde diesbezüglich angemerkt, dass „die Sperrvorschrift des Art. 79 Abs. 3 GG – zwar nicht extensiv, aber – streng und unnachgiebig ausgelegt und angewandt werden sollte. Sie ist nicht zuletzt dazu bestimmt, schon den Anfängen zu wehren.“ Damit sind der Aufhebung von Grundrechten durch Verfassungsänderung insgesamt enge Grenzen gezogen.

## Bezug zum Internationalen Recht
Nach Art. 25 GG sind die allgemeinen Regeln des Völkerrechts vorrangiger Bestandteil des Bundesrechts und gehen den einfachen Gesetzen vor. Dazu zählen insbesondere Regeln des völkerrechtlichen ius cogens, des zwingenden Völkerrechts, von dem man davon ausgeht, dass es durch völkerrechtliche Verträge oder Gewohnheitsrecht nicht geändert werden darf.
Der Grundrechtsschutz in Deutschland wird durch die Bestimmungen der Europäischen Menschenrechtskonvention (EMRK) ergänzt. Infolge ihrer Einführung ins deutsche Recht durch Vertragsgesetz nach Art. 59 Abs. 2 S. 1 GG genießt die EMRK grundsätzlich nur den Rang eines einfachen Bundesgesetzes und steht damit in der Normhierarchie unterhalb des Grundgesetzes. Sofern jedoch Menschenrechtsgewährleistungen der EMRK zugleich völkerrechtliches ius cogens oder auch Völkergewohnheitsrecht sind, genießen sie bereits aufgrund von Art. 25 GG Vorrang vor Bundesgesetzen.

## Entwicklung

### Ereignisgeschichte
Bereits die Frankfurter Nationalversammlung 1848 verabschiedete am 21. Dezember 1848 die Grundrechte des deutschen Volkes als Reichsgesetz. Dieser Grundrechtskatalog war allerdings nicht deckungsgleich mit dem modernen Grundrechtskatalog des Grundgesetzes. Bereits aufgeführt wurden die Gleichheit der Bürger vor dem Gesetz, Meinungsfreiheit, Niederlassungsfreiheit, Pressefreiheit und Versammlungsfreiheit sowie die Habeas-Corpus-Grundrechte. Der Grundrechtskatalog wurde im März 1849 in der Frankfurter Reichsverfassung wiederholt. Die größeren Staaten Deutschlands lehnten Reichsgesetz und Verfassung allerdings ab, und 1851 erklärte der Bundesreaktionsbeschluss die Grundrechte ausdrücklich für rechtswidrig.
Nachdem die Weimarer Reichsverfassung lediglich Programmsätze enthielt, sollte mit dem Grundgesetz ein Regelwerk geschaffen werden, das dem Staat gegenüber verbindlich festlegte, inwieweit er in bestimmte Rechte des Bürgers eingreifen darf. Grundsätzlich sind Eingriffe, die die Grundrechte nicht selbst vorsehen und die sich nicht aus anderen Verfassungswerten ergeben, unzulässig. Gegen diese kann der Bürger sich wehren, z. B. mit Klagen vor den Verwaltungsgerichten oder vor den ordentlichen Gerichten. Sollte der Bürger nach Erschöpfung des Rechtswegs der Meinung sein, dass immer noch eine Grundrechtsverletzung besteht, kann er das Bundesverfassungsgericht im Wege einer Verfassungsbeschwerde anrufen.

### Begriffsgeschichte
Der deutschsprachige, von Jacob Venedey in die Frankfurter Nationalversammlung eingeführte Begriff der „Grundrechte“ trat durch die Grundrechte des deutschen Volkes allmählich an die Stelle der zuvor verbreiteten uneinheitlichen Rede von z. B. „Volksrechten“, „Garantien“, „Menschenrechten“, „bürgerlichen und politischen Rechten“, „Freiheitsrechten“ und „Untertanenrechten“. Bis zur Weimarer Reichsverfassung, die an die Revolutionsbewegung von 1848 auch durch die Übernahme des Grundrechtsbegriffs anknüpfte, galten Grundrechte jedoch weniger als rechtsdogmatischer Gattungsbegriff als vielmehr als historische Bezeichnung des Rechtekatalogs aus den Jahren 1848/1849.
Vor 1848 kam der Ausdruck „Grundrechte“ im Sinne allgemeiner persönlicher Rechte im Deutschen nur sehr vereinzelt vor. Sein Aufkommen wurde durch folgende Entwicklungen begünstigt: Seit ca. Ende des 17. Jahrhunderts wurde in Deutschland zunächst der Begriff der „Grundgesetze“ üblich (der lateinische der „leges fundamentales“ bereits hundert Jahre früher), zu ungefähr gleicher Zeit im Französischen bzw. Englischen die Ausdrücke „droit fondamental“ bzw. „fundamental right“. Für 1792 ist bisher zum ersten Mal belegt, dass „Grundrechte“ als deutsche Übersetzung für „fundamental rights“ diente.
Dieser Entwicklung vorgelagert existierten wohl zum einen „auf Grund und Boden bezogener“ Wortgebrauch von „Grundrechte“, den das Deutsche Wörterbuch an erster Stelle zu „Grundrecht“ nennt, zum anderen die Figur der „Grundrechte der Staaten“. Die Einzelheiten und Wechselbeziehungen der drei genannten Bedeutungslinien sind bisher nur ansatzweise erforscht.

## Drittwirkung von Grundrechten
Insbesondere im Gewand der klassischen Abwehrrechte dienen die Grundrechte vornehmlich der Machtbegrenzung der staatlichen Hoheitsträger. Originär gelten sie damit nicht im bürgerlichen Privatrecht, auch nicht im Verhältnis natürlicher Personen zu den juristischen Personen. Konsequent angewendet wäre eine Drittwirkung von Grundrechten nicht denkbar.
Hiervon werden allerdings Ausnahmen gemacht. Eine Ausnahme enthält Art. 9 Abs. 3 Satz 2 GG, der die Koalitionsfreiheit im Arbeitsleben regelt und davon abweichende privatrechtliche Vereinbarungen für nichtig erklärt. Weitere Ausnahmen befinden sich in Art. 20 Abs. 4 GG und in Art. 38 Abs. 1 Satz 1 i. V. m. Art. 48 Abs. 2 GG. Hierbei handelt es sich um ausdrückliche, direkte Drittwirkungen, die den Rechtsverkehr zwischen Privatpersonen mitbestimmen.
Das Bundesverfassungsgericht hat mit dem Lüth-Urteil allerdings auch eine mittelbare Drittwirkung der Grundrechte im Privatrecht anerkannt, die aus Art. 1 Abs. 3 GG hergeleitet wird. Praktische Bedeutung hat dies insbesondere bei unbestimmten Rechtsbegriffen, so innerhalb von Generalklauseln wie Treu und Glauben (§ 242 BGB) oder Sittenwidrigkeit (§ 138 BGB): Die Grundrechte „strahlen über die Generalklauseln in das einfache Recht ein“. Weiterhin sind objektive Wertentscheidungen der Verfassung als Bestandteil der Grundrechte auch Beurteilungsmaßstäbe für privatrechtliche Rechtsbeziehungen und die Entscheidungen von Zivilgerichten. Sie beeinflussen die Entwicklung des modernen Zivilrechts, neuer Rechtsinstitute und die Rechtsfortbildung durch Rechtsprechung. Eine ungenügende Beachtung dieser Maßstäbe macht Entscheidungen revisibel und eröffnet im Extremfall selbst im Zivilrecht die Möglichkeit einer Verfassungsbeschwerde.
Beispiele für die Drittwirkung der Grundrechte im Zivilrecht sind:
- Diskriminierungsverbot im Arbeitsrecht, Fürsorgepflichten des Arbeitgebers
- Beweisverbot für heimliche Vaterschaftstests innerhalb einer Vaterschaftsanfechtungsklage
- Rechtsprechung zu wrongful life
- Das Patientenrecht auf Einsicht in die eigene Krankenakte (Wirkung über § 810 BGB bzw. über den Behandlungsvertrag, § 630g BGB)